# Britanska biblioteka
Britanska biblioteka (engl. British Library) nacionalna je biblioteka Ujedinjenog Kraljevstva. Ova biblioteka je glavna biblioteka za istraživanja. Čuva preko 150 miliona stavki iz mnogobrojnih država, na mnogobrojnim jezicima, u mnogobrojnim formatima, i štampano i digitalno: knjige, rukopisi, časopisi, magazini, zvuci, muzički snimci, patenti, baze podataka, mape, crteži. Kolekcija uključuje blizu 14 miliona knjiga. Ovo je druga najveća biblioteka na svetu, dok se prva Kongresna biblioteka nalazi u Sjedinjenim Američkim Državama.
Britanska biblioteka je glavna istraživačka biblioteka, sa predmetima na mnogim jezicima i u mnogim formatima, štampanim i digitalnim: knjige, žurnali, časopisi, novine, časopisi, zvučni i muzički snimci, video snimci, scenariji, patenti, baze podataka, mape, marke, otisci, crteži. Zbirke biblioteke obuhvataju oko 14 miliona knjiga, zajedno sa značajnim fondom rukopisa i istorijskih predmeta, neki od kojih datiraju od 2000. godine pre nove ere. Pored primanja kopija svake publikacije proizvedene u Velikoj Britaniji i Irskoj (približno 8.000 dnevno), ova biblioteka ima i program za nabavku sadržaja. Biblioteka svake godine doda oko tri miliona predmeta zauzimajući 9,6 km (6 mi) novog prostora na polici. U biblioteci ima mesta za preko 1.200 čitalaca.

## Istorijat
Britanska biblioteka je otvorena 1. jula 1973. Biblioteka je bila član Britanskog muzeja. Od 1983. u njenom fondu je nacionalni arhiv zvuka koji ima mnogo zvučnih i video zapisa, sa preko milion diskova i hiljadama traka.
Jezgro istorijskih zbirki biblioteke zasniva se na nizu donacija iz 18. veka. Uključujući knjige i rukopise Robert Koton, Hans Sloun, Robert Harli i Kraljeva biblioteka kralja Džordža III kao i Stara kraljevska biblioteka, donacija kralja Džordža II.
Duži period njene kolekcije su bile raspršene u različitim zgradamo oko centralnog Londona, na mestima poput Blumsburija, Čanseri Lejn, Bejsvoter, i Holborn sa interlibrary lending centrom u Boston Spa, Veterbi u zapadnom Jorkširu i biblioteka novina u Kolindejlu, u severozapadnom Londonu.

## Pravna zbirka
U Engleskoj, pravna zbirka može se pratiti unazad do najmanje 1610. Akt o autorskim pravima 1911. doprineo je stvaranju bibliotečke građe pravne zbirke, obezbeđujući da Britanska biblioteka i pet drugih biblioteka u Velikoj Britaniji i Irskoj imaju pravo da dobiju besplatnu kopiju svake stavke objavljene ili distribuirane u Britaniji. Ostalih pet biblioteka su: Bodlian biblioteka u Oksfordu, Univerzitetska biblioteka u Kembridžu, Biblioteka Triniti koledža u Dablinu i Nacionalna biblioteka Škotske i Nacionalna biblioteka Velsa.

## Korišćenje čitaonica
Biblioteka je otvorena za svakoga ko ima istinsku potrebu da koristi njene kolekcije. Svako sa stalnom adresom ko želi da sprovede istraživanje može se prijaviti za propusnicu čitača; dužni su da dostave dokaz i adresu iz bezbednosnih razloga.

## Izložbe
Broj knjiga i rukopisa su na raspolaganju javnoj publici u galeriji g. Džon Ritblat koja radi sedam dana nedeljno i ne naplaćuje.
Pored stalne postavke, česte su tematske izložbe koje pokrivaju mape, svete tekstove i istoriju engleskog jezika.

## Arhiva zvuka
Arhiva zvuka Britanske biblioteke čuva više od milion diskova i 185,000 traka. Zbirke dolaze iz celog sveta i pokrivaju čitav spektar snimljenog zvuka muzike, drame i literature iz usmene istorije i zvukova divljine, sežu unazad više od 100 godina. Onlajn katalog arhive zvuka se svakodnevno ažurira.

## Novine
Odeljenje za novine Britanske biblioteke je bazirano u Kolindejlu u severnom Londonu. Novembra 2011, BBC Njuvs je najavio lansiranje britanske arhive novina, kako bi se olakšao onlajn pristup preko milion stranica novina iz perioda pre 20-og veka.
Među kolekcijama su Tomason Trakts, koji sadrži preko 7,200 novina iz 17-og veka, i Burni kolekcija, sa približno milion novinskih stranica iz doba krajem 18-og veka i početkom 19-og.
Odeljenje takođe sadrži znatan broj ne-britanskih novina, na jezicima koji koriste latinicu i ćirilicu.

## Filatelistička kolekcija
Filatelistička kolekcija Britanske biblioteke je u sent Pankrasu. Kolekcija je ustanovljena 1891. sa donacijom kolekcije Tomasa Taplinga, razvila se i sada obuhvata preko 25 najvećih kolekcijai broj manjih, obuhvatajući širok spektar disciplina.

## Literatura
- Alan Day (1998). Inside the British Library. London: Library Association. ISBN 1-85604-280-4.
- Phil Harris (1998). A History of the British Museum Library, 1753–1973. London: British Library. ISBN 0-71234-562-0..
- Philip Howard (2008). The British Library, a treasure of knowledge. London: Scala. ISBN 978-1-85759-375-4.
- Mandelbrote, Giles; Taylor, Barry (2009). Libraries Within the Library: The Origins of the British Library's Printed Collections. London: British Library. ISBN 978-0-7123-5035-8.
- Colin St John Wilson (1998). The Design and Construction of the British Library. London: British Library. ISBN 0-7123-0658-7.
- Robert Proctor J. H. Bowman, ур. (2010). A Critical Edition of the Private Diaries of Robert Proctor: the life of a librarian at the British Museum. Lewiston, N.Y.: Edwin Mellen Press. ISBN 0-7734-3634-0.
- Michael Leapman (2012). The Book of the British Library. London: British Library. ISBN 9780712358378.
- Ritchie, Berry (1997). The Good Builder: the John Laing Story. James & James.
- Francis, Sir Frank,, ур. (1971). Treasures of the British Museum.. 360 pp. London: Thames & Hudson; ch. 6: manuscripts, by T. S, Patties; ch. 9: oriental printed books and manuscripts, by A. Gaur; ch. 12: printed books, by H. M. Nixon
- Barker, Nicolas (1989). Treasures of the British Library.. compiled by Nicolas Barker and the curatorial staff of the British Library. . New York: Harry N. Abrams. ISBN 0-8109-1653-3. Недостаје или је празан параметар |title= (помоћ)

## Spoljašnje veze
- Званични веб-сајт
- „Britanska biblioteka-početna strana”. Архивирано из оригинала 26. 03. 2012. г. Приступљено 12. 04. 2014.
- Britanska biblioteka- onlajn slike
- „Istraži britansku biblioteku”. Архивирано из оригинала 16. 07. 2020. г. Приступљено 18. 04. 2014. (glavni katalozi; uključujući novine)
- „Kraljeva biblioteka”. Архивирано из оригинала 24. 03. 2012. г. Приступљено 18. 04. 2014. sadržana u britanskoj biblioteci
- „Najranije odštampana knjiga na svetu”. Архивирано из оригинала 03. 06. 2010. г. Приступљено 18. 04. 2014.
- „Britanska biblioteka- stranica za učenje”. Архивирано из оригинала 22. 07. 2010. г. Приступљено 18. 04. 2014.
- Britanska biblioteka, novine, 1800–1900 onlajn
- „Vremenske linije: izvori iz istorije”. Архивирано из оригинала 01. 02. 2010. г. Приступљено 18. 04. 2014., interaktivna vremenska linija istorije koja istražuje stavke prikupljene hronološki, od srednjeg veka do današnjih dana
- British Library building photos
- British Library Journal, ISSN 1478-0259, Архивирано из оригинала 17. 02. 2020. г., Приступљено 11. 10. 2020 1975– .

51° 31′ 46″ N 0° 07′ 37″ W / 51.52944° С; 0.12694° З